# Besnyő
Besnyő (horvátul: Dešnja) község Fejér vármegyében, a Dunaújvárosi járásban.

## Fekvése
A vármegye és a Mezőföld tájegység északkeleti részén helyezkedik el, Érdtől és Dunaújvárostól közel azonos távolságra – légvonalban nagyjából 25-25 kilométerre –, előbbihez kicsit közelebb.
A közvetlenül határos települések: észak felől Baracska, északkelet felől Ercsi, kelet felől Beloiannisz, délkelet felől Iváncsa, délnyugat felől Pusztaszabolcs, nyugat felől Velence, északnyugat felől pedig Kápolnásnyék.

### Megközelítése, közlekedése
Legfontosabb közúti megközelítési útvonala, az itteni szakasz átadása óta az M6-os autópálya, mely a lakott területétől nem messze keletre halad el észak-déli irányban, illetve a déli határszéle közelében csomópontja is van (besnyői lehajtó). A környező települések közül Iváncsával és Pusztaszabolccsal, illetve a 6-os főúttal a 6205-ös út köti össze, de központja csak az abból kiágazó 62 109-es számú mellékúton érhető el. Szilárd burkolatú önkormányzati út vezet a településről a különálló Felsőbesenyő községrészre, ahonnan földúton lehet Kápolnásnyék felé továbbmenni; Baracskával ugyancsak földút köti össze.
A települést érintő autóbuszjáratok elsősorban Iváncsa vasúti megállóhelyével kapcsolják össze, kisebb számban Dunaújvárossal is összeköttetést biztosítanak.
A hazai vasútvonalak közül a Budapest–Pécs-vasútvonal érinti, melynek legközelebbi megállási pontja a településtől két kilométerre délkeletre található Iváncsa megállóhely, ahova a fővárosból sűrűn járnak elővárosi szerelvények. A megálló közigazgatásilag Beloiannisz területén helyezkedik el, de Iváncsa és Besnyő felül is megközelíthető gépkocsival, utóbbi irányából a 6205-ös útból kiágazó 62 306-os számú mellékúton.

## Története
A mai Besnyő és a hozzá tartozó részek ősidők óta lakott településnek számítanak, hiszen a Velencei-tó, valamint a Duna közelsége, a vadban gazdag erdők és a remek föld idevonzotta az embereket. A római birodalom korában közlekedési csomópont volt és ez megmaradt a középkorban is (lásd: Bevár, ahol a London-Moszkva közötti postakocsi-forgalom „bevárta” egymást, de volt itt fogadó, lóváltóhely, pénzváltó stb.) A környék régészeti lelőhelyekben gazdag, ugyanis másfél-kétméteres ásás után ritka, ha nem kerül elő valamilyen emlék a múltból.
A Besnyő településnév első jegyzőkönyvi említése a környéken 1276-ból való, amikor is a bessenyő sámánok felett ítélkezett az eretnekeket üldöző bíróság Marcell Domonkos-rendi szerzetes vezetésével. Bessenyőfalváról „egy vak családapa és Nota nevű kísérője” került vád alá. (A történtekről a Kassai kódex-ben találunk leírást – Fehér Mátyás Jenő domonkos szerzetes kutatása szerint). Egy 1424-es okiratból az is kiderül, hogy tulajdonképpen négy ilyen nevű település is volt a környéken: Alsó- és Felsőbesnyő, valamint két Kisbesnyő. A 16. században, a törökök érkeztével valamennyi település elnéptelenedett. A 17. században – más Duna közeli településhez hasonlóan – Besnyőt is a délről vándorló délszlávok népesítették be, a birtokjog pedig Szapáry Andrásra szállt. Később Eötvös családhoz került a terület, amikor is kialakult a környék majorság jellege. 1845-ben Sina György vásárolta meg a vidéket. Báró Sina Simon négy lányának egyikét Anasztáziát a német származású, de Ausztriában élő gróf, Wimpffen Viktor tengerész, hajóparancsnok vette feleségül, hozományul kapva az ercsi és érdi uradalmakat. Halála után fia gróf Wimpffen Szigfrid (1865-1929) lett Ercsi és a 21 ezer hold birtokosa, a Százhalombattától – Adonyig terjedő Duna-szakasszal együtt. A századfordulótól 1945-ig a község sorsa szorosan összefüggött a grófi család és uradalmának történetével. A népesség foglalkozás szerinti megoszlásában továbbra is az agrárjelleg dominált, de jelentős szerephez jutottak a céhek és a dunai vízimolnárok is.
A grófi építkezések kapcsán egyre több iparosra volt szükség. Szigfrid gróf tervei között szerepelt a mai templom körüli területen egy igazi falut alapítani. Sokat tanulmányozta e terület történelmét, és annak a besenyő múltjára tekintettel a korábban már használatban volt Bessenyőfalva nevet kívánta adni a településnek. Központosítani szerette volna az általa birtokolt 21 ezer holdas terület lakosságát ebben a faluban, valamint Iváncsán és Adonyban. Az uradalomba, a birtok dinamikus fejlesztése okán osztrák és sváb családok, a cukorgyári kolóniára cseh-morva mesteremberek kerültek, de éltek itt már akkor felvidéki tótok (faúsztatók, dereglyések, halászok, drótostótok) zsidó kereskedők és cigányok is.
1899-ben gr. Wimpffen Szigfrid és felesége Stockau Franciska grófnő zárda iskolát alapított Ercsiben, így telepedtek le ide a soproni anyaházból az „[Isteni Megváltó Leányai]” szerzetesrend tagjai. (Anyaházukban, Sopronban volt a nyilasok házi őrizetében a későbbi esztergomi hercegprímás, Mindszenty József 1944-45-ben). Itt végezték egyházi szolgálatukat, oktatási, nevelési tevékenységüket. Az nővérek két világháború alatt részt vettek a betegápolásban és vezették a környék kulturális életét 1950-es feloszlatásukig.
Az I. világháború idején az ercsi kastélyban hadikórházat rendeztetett be a grófi család, és rendszeresen ellátta a hadbavonultak családját, az özvegyeket, árvákat. Ezért kapták a „kegyúr”-i címet.
Besnyő történetéhez kapcsolódik, hogy a vészkorszak idején [dr. Füzy Sándor]  plébános és Bejczy Jenő főintéző mintegy hatvan zsidó munkaszolgálatos életét mentette meg azzal, hogy nem engedte használni a megkülönböztető karon viselendő sárga szalagot, emiatt a németek azt gondolták, hogy ezek az emberek is az uradalom munkásai, és az ostrom előtt kitelepítették őket a grófi családdal, az intézővel és a plébánossal együtt. Besnyőn, illetve az akkori Göböljáráson megmentett zsidók közül 51 főt megkeresztelt Füzy plébános, ami miatt a nyilasok támadásával kellett szembenéznie. Túl ezen megmentett egy angol pilótát, aki ejtőernyőjével, sebesülten landolt a plébánia mellett. Tettéért az angol uralkodó kitüntetésben részesítette 1948-ban, de e kitüntetés átvétele miatt a kommunista hatalom börtönre ítélte. „1952-ben Dr. Füzy Sándor ekkor már csepeli káplán atyát, aki mint ministráns és ifjúsági lelkipásztor tevékenykedett, az ÁVH emberei egy házkutatás során letartóztatták, majd 12 évre ítélték, melyből 4 évet töltött le a váci börtönben. 1955-ben amnesztiával szabadult.” (Historia Domus Csepel)
Besnyőn, a mai templomtér alatt sokak elmondása szerint mintegy kétszáz magyar, német és orosz katona nyugszik, akiket tömegsírba hantoltak el. A templom mellett a kommunista hatalom egyetlen szovjet síremléket állított föl, de további kutatásokat eddig senki nem végzett.
1945-ben a birtokfelosztás idejében az itt élő pusztai családok, illetve az idevándorló bodonyi telepesek kaptak a birtokból. 1950-ben Besnyő néven új település létesült az összevont pusztákból: Alsó-Besnyő, Felső-Besnyő, Göböljárás, Aggszentpéter, Rácszentpéter és Bevár (Rácszentpétert az ötvenes években Ercsihez csatolták). A település központja nem Göböljáráson alakult ki, hanem attól nyugatra, a felső-besnyői részen, s ezzel az ősi göböljárási település-központ megszűnt. A téeszesítés nagy károkat okozott a szántók, a megművelhető földterületek növelésekor, ugyanis pótolhatatlan értékeket semmisítettek meg. Lebontották a barokk uradalmi kúriát, a 13. századból maradt főintézői lakást, amely a tatárok elleni védekezés okán épült a 13. század végén (Kolompos), betemették az uradalmi borospincéket, betömték a főként termálvizet adó három méter átmérőjű pusztai kutak, és napjainkban (2006.) lebontották a környék, de talán a megye egyik legszebb mezőgazdaság-történeti látványosságát, a klasszicista stílusú uradalmi istálló-együttest.
Besnyő legnagyobb problémája a munkanélküliség, amely elvándorláshoz vezet. Ezt bizonyítják azok az adatok, amelyek a pusztai lakosság számát adják meg. A Wimpffen-birtokon a fent fölsorolt puszták összlakosságának száma 2770 fő volt (a summásokon kívül), míg a mai Besnyőn lakók száma alig haladja meg az 1800-at. A településen maradás érdekében az Önkormányzat Gémesiné Fejes Zsuzsa polgármester javaslatára a fiatal házasok részére programot dolgoz ki, de a község vezetése eddig is sokat tett a helyben maradás érdekében.

## Közélete

### Polgármesterei
- 1990–1994: Fónad Józsefné (független)[8]
- 1994–1998: Fónad Józsefné (független)[9]
- 1998–2002: Háder József (Fidesz-FKgP-MDF-MKDSZ)[10]
- 2002–2006: Háder József (független)[11]
- 2006–2007: Andrásiné Magyar Éva (független)[12]
- 2007–2010: Gémesiné Fejes Zsuzsanna (független)[13]
- 2010–2014: Gémesiné Fejes Zsuzsanna (független)[14]
- 2014–2019: Gémesiné Fejes Zsuzsanna (független)[15]
- 2019–2024: Fejes Zsuzsanna (független)[16]
- 2024– : Fejes Zsuzsanna (független)[1]

A településen 2007. június 24-én időközi polgármester-választást tartottak, az előző polgármester lemondása miatt.

## Gazdaság, lakosság
Besnyőn a Sallai Imréről elnevezett termelőszövetkezet a legmeghatározóbb gazdasági tényező. A településen működik az Avium 2000 Baromfifeldolgozó Szövetkezet is, amely szintén számos munkahelyet biztosít a lakosoknak. Emellett kisebb szolgáltató létesítmények is működnek. Sokan járnak el városokba (Százhalombatta, Dunaújváros, Budapest) dolgozni, ezért itt is megfigyelhető sajnálatos jelenség: az elvándorlás. Az utóbbi időben azonban többen letelepedtek a községben. Több erdélyi, kárpátaljai és budapesti család költözött e nyugalmas, szép településre. Vallási megoszlás szerint Besnyőn nyolcvan református, két görögkatolikus és ezerhétszáz római katolikus él.

## Népesség
A település népességének változása:
| Lakosok száma | 1737 | 1726 | 1691 | 1729 | 1788 | 1776 | 1741 | 1745 |
|               | 2013 | 2014 | 2015 | 2019 | 2021 | 2022 | 2023 | 2024 |

A 2011-es népszámlálás során a lakosok 82%-a magyarnak, 0,5% cigánynak, 0,3% németnek, 0,2% románnak mondta magát (18% nem nyilatkozott; a kettős identitások miatt a végösszeg nagyobb lehet 100%-nál). A vallási megoszlás a következő volt: római katolikus 38,1%, református 5,7%, evangélikus 0,3%, görögkatolikus 0,2%, felekezeten kívüli 22,3% (32,3% nem nyilatkozott).
2022-ben a lakosság 94,1%-a vallotta magát magyarnak, 1% cigánynak, 0,8% románnak, 0,5% németnek, 0,3% szlováknak, 0,3% görögnek, 0,1-0,1% szerbnek, örménynek, ukránnak és horvátnak, 3,2% egyéb, nem hazai nemzetiségűnek (5,8% nem nyilatkozott; a kettős identitások miatt a végösszeg nagyobb lehet 100%-nál). Vallásuk szerint 25,2% volt római katolikus, 4,2% református, 0,6% görög katolikus, 0,6% ortodox, 0,2% evangélikus, 0,5% egyéb keresztény, 0,8% egyéb katolikus, 24,4% felekezeten kívüli (43,4% nem válaszolt).

## Nevezetességei
* tiroli stílusú római katolikus templom (1897) 

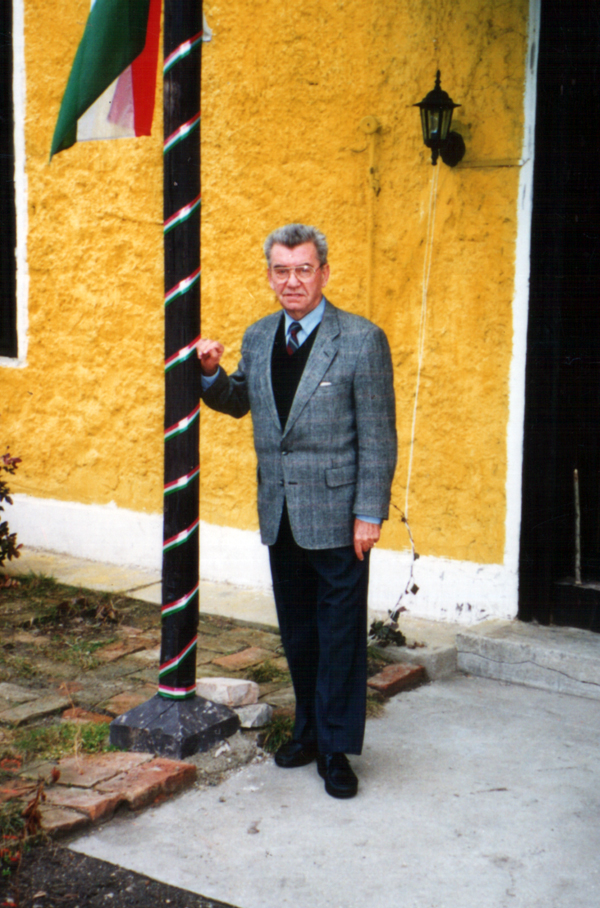
Professzor Dr.Bejczy Antal, a St. Louis-i Washington Egyetem ny. tanszékvezetője

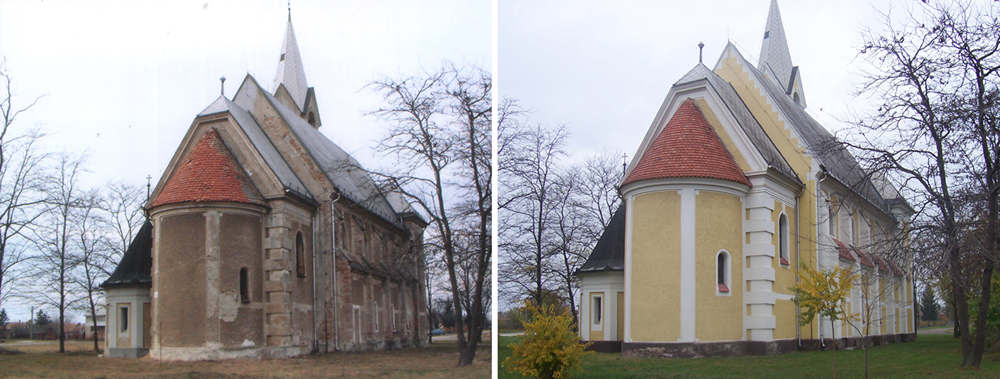
A templom felújítás előtt és után…

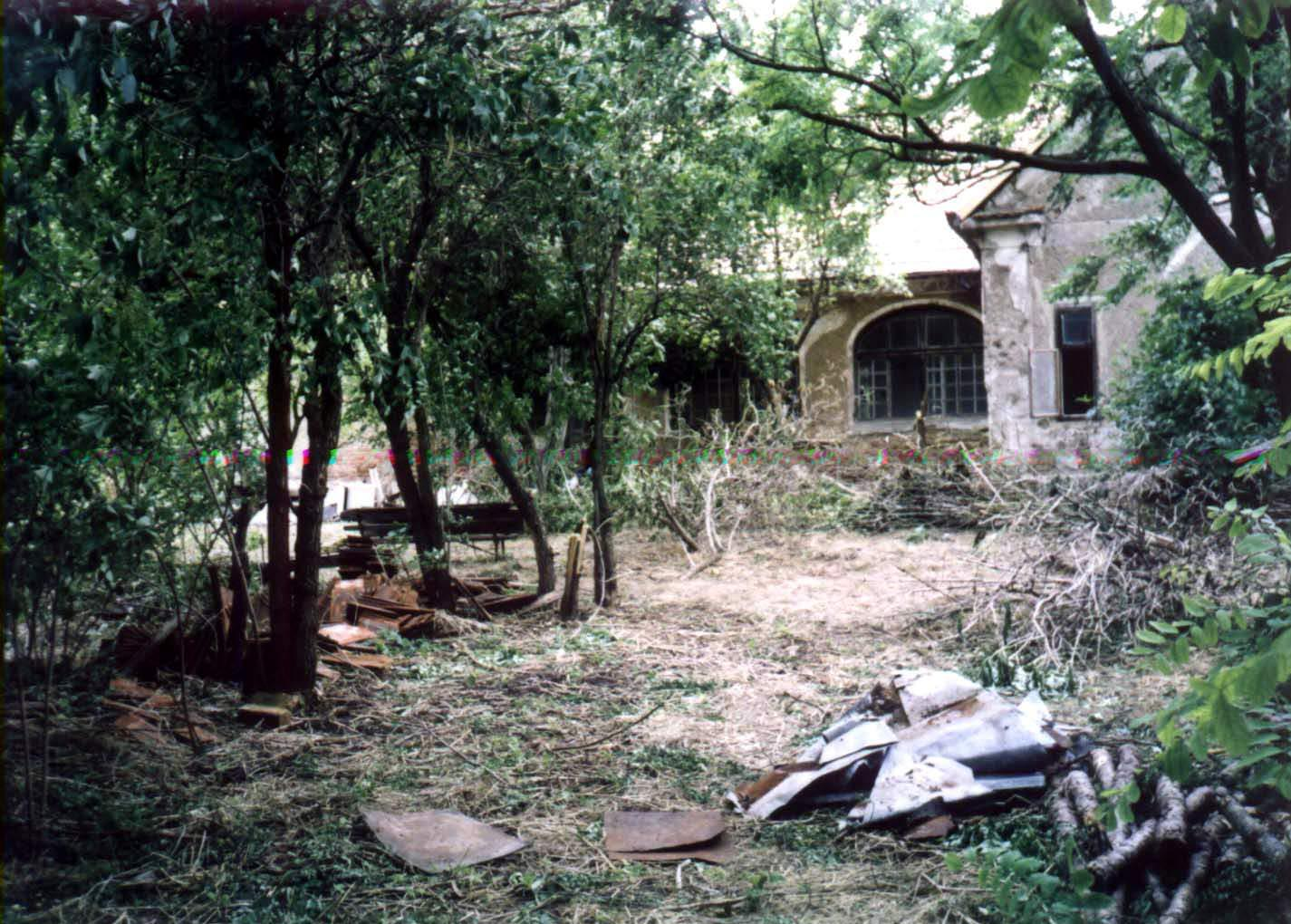
a volt plébániaház felújítás előtt…

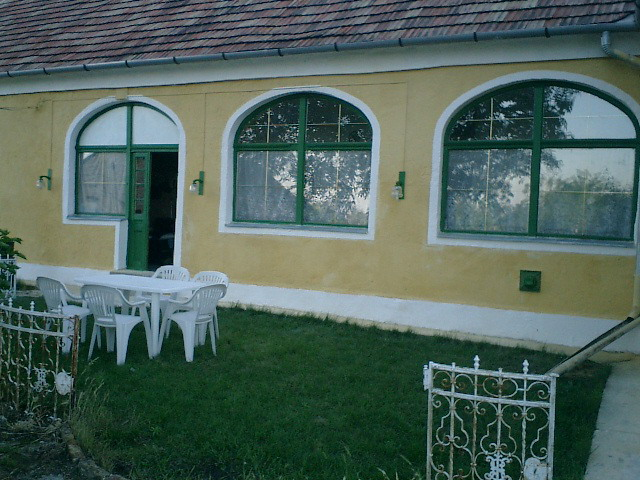
…és után

1896-ban Gr. Wimpffen Szigfrid katolikus templomot építtetett tiroli stílusban Göböljárás-majorban, a mai Besnyőn. A templomot a bécsi építészprofesszor Br. Ferstel Henrik fia, Br. Ferstel Miksa tervezte. A kivitelezés egy évig tartott. 1897. július 29-én szentelte fel Jézus Szentséges Szívének ajánlva a Fertőfehéregyházán született Steiner Fülöp (1830-1900) megyés püspök. A templom építésének kedves története a következő: – Gróf Wimpffen Szigfrid elsőszülött fiának, Györgynek (1896) világra jötte után mintegy ezer aranykoronát adott hitvesének, Gróf Stockau Franciskának azzal a céllal, hogy bécsi útja alkalmával gyarapítsa a családi ékszerkészletet. A grófnő férje szándékát azzal a kéréssel utasította el, hogy ő ebből a pénzből inkább Göböljáráson szeretne templomot építtetni. A gróf zokszó nélkül beleegyezett. Mind az első, mind a második világháború alatt hatalmas károk érték a templomot, de igazi tatarozásra soha nem volt pénz. 2002-ben azonban a falu lakossága dr. Bejczy Antal NASA kutató, robotika professzor adományából felújította a tiroli stílusú templomot, amely felújítás a templom felszentelésének 105. évfordulójára, július 29-re lett készen. Bejczy Antal professzor édesapja emlékére adományozta a felújítás összegét, mert az ostrom idején 1944-ben csaknem földig rombolt templomot Bejczy Jenő építtette újjá 1947-ben. A 2002-es renoválást a magyarországi Jezsuita Rend és a Szent András Alapítvány áldásos közreműködésével, néhai Lendvay Zoltán adonyi plébános művészeti tanácsai alapján, Csoknyai György szervezésében, Stoffán György író, egyháztörténet-kutató – mint az adományozó tudós személyes megbízottja – ellenőrzése mellett, Szladki Ferenc, valamint Szladki István építőmesterek vezették. A kivitelezésben részt vevő besnyői lakósok ingyen vállalták a nehéz munkát, amelynek befejezésekor ünnepi összejövetelt rendeztek, és itt Bejczy Antal professzor oklevéllel jutalmazta az önkénteseket. Szép példája volt ez a felújítás az értékmentésnek, hiszen a rendelkezésre álló összeg 2,8 millió forint volt összesen.
A torony ablakainak rendbehozatalát Pálmüller Béla és családja finanszírozta, az állványozást Kereszt Sándor a helyi TSZ elnöke fizette, az asztalosmunkálatokat Túri József helyi asztalosmester végezte, szintén díjmentesen. A munkálatokban és a munkások ellátásában összesen hatvan fő (és helyi vállalkozó, valamint cég) vett részt. Kiemelkedő segítséget nyújtott az Avium 2000 Kft. tulajdonosa, Andrási József valamint Domak Ildikó és Gémesi Endre vállalkozók. Érdekes és meghökkentő az a tény, miszerint a teljes külső felújításról a katolikus egyház hivatalosan nem vett tudomást.
* egykori plébánia épület (1897)
* községi park
* víztorony

## Kulturális élet
- Arany János Általános Iskola (Arany János hét és egyéb rendezvények, versenyek)
- Zeneiskola

1994-ben alapította Nyersné Vajda Márta zenetanár. Nyugdíjba vonulásával a zenei oktatás átalakult. Besnyőn 15 év után mára már teljesen megszűnt a zeneiskola, így az egyéni hangszeres oktatás is. Jelenleg az egyéni klasszikus zenei tanulmányok helyett a nagyobb létszámú,  csoportos moderntánc kapott hangsúlyt. Általános iskolai keretek között néptáncszakkör is működik. 
- Besnyői Népdalkör

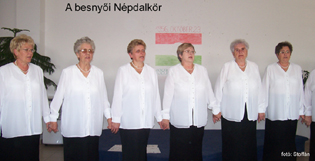
A Népdalkör

A besnyői Népdalkör nagy múltra tekint vissza, hiszen 1991-ben alapították Szuszán Jánosné vezetésével. Működésük során szinte az egész országot bejárták és a népdalkörök versenyein legtöbbször az elsők között végeztek. Olyan művészeti értéket képviselnek, amely Magyarországon egyedülálló, hiszen a summás népdalok tekintetében alig találunk hasonló tudással rendelkező amatőr együttest. A karvezető folyamatosan kutatja és bővíti a Népdalkör repertoárját, s ezzel minden fellépéskor új színt visz produkcióikba. Az együttes rendszeres résztvevője a község közös ünnepeinek is.
A Besnyői Népdalkör a KÓTA XIV., XV. és XVI. minősítési ciklusában is Aranypáva minősítést ért el, az utóbbi kettő minősítését a Szironta citerásaival közös produkcióban. 
Egy önálló lemezzel rendelkeznek, melynek címe: Voltam summás a besnyői határban..., továbbá meghívott közreműködői voltak a Szironta Együttes által készített Fáj a szívem egy fekete csikóért címet viselő könyv CD-mellékletének is. 
A Besnyői Népdalkör évente megrendezi a Népdalköri Találkozót, valamint a helyi programok megvalósításában is aktívan közreműködik.
- Szironta Együttes.

A Szironta együttest 2004-ben hívták életre a helyi zeneiskola egykori növendékei és tanáruk Nyersné Vajda Márta. Míg kezdetben a zeneiskolával közösen valósítottak meg kulturális rendezvényeket, mára a község egyik meghatározó szervezetévé nőtték ki magukat, több visszatérő programot is biztosítanak a községben. A citeraegyüttes és a népdalkör a helyi bemutatók mellett Besnyő község jó hírét viszi szerte az országban. Rendszeresen fellépnek népzenei találkozókon, a környező települések rendezvényein.
A Szironta együttes egykori vezetője, Nyersné Vajda Márta zenetanár  Magyarországon alig elterjedt új kezdeményezés elindítója is 2004-ben, mellyel a mai napig népszerűsítik az együttes tagjai a  nyeles csengettyűjátékot úgy hazánkban, mint az európai közönség körében. Tavasszal évről évre összehívják az ország csengettyűseit, hogy találkozó keretében adjanak számot tudásukról és megörvendeztessék a közönséget a csengettyűk csilingelő hangjával. A jeles napon a részt vevő együttesvezetők és zenetanárok számára szakmai fórumot is rendeznek, melyen a csengettyűzés oktatásával, kották írásával, zenei átdolgozásokkal kapcsolatos észrevételeiket, javaslataikat osztják meg egymással. Az CsengőFest zárásaként az összes csengettyűs részvételével felcsendül az Európai Unió himnusza. Ezzel az előadással céljuk, hogy évről évre mind több kis harangon szólaljon meg Beethoven IX. szimfóniájának közismert Örömódája. Míg az első rendezvényen 2007-ben 92 csengettyű zengte az európai összetartozás jelképének számító művet, 2008-ban már 166, 2009-ben 97, 2010-ben 269, 2011-ben 190 és 2012-ben 189 magyar és amerikai harang együttes rezdülése jelezte, hogy a csengettyűjáték Magyarországon is egyre ismertebbé válik. A CsengőFestnek már nemzetközi résztvevői is voltak: 2010-ben az USA-ból érkezett a Concordia Handbells, míg 2011-ben a németországi Pilsum Handglockenchoir előadását hallgathatták meg a résztvevők.
A Szironta Együttes évente átlagosan 50-60 fellépésen vesz részt, többször koncerteztek már a Parlamentben, eljutottak a Miskolci Nemzetközi Operafesztiválra, visszatérő előadók a gödöllői Király Kastélyban, csengettyűik már felcsendülhettek az Operaház falain belül, de előadásukkal a Művészetek Palotájába is eljutottak már. Emellett számos jótékonysági koncertet is adnak, a karácsonyi szezonban visszatérő vendégek hajléktalanszállókra, idősek otthonába, kórházba. 2012-ben Joulupukki magyarországi látogatásakor több helyszínre is elkísérték a lappföldi mikulást. A Magyar Televízióban és az RTL Klub Reggeli című műsorában is közreműködtek, két külföldi fellépésük is volt: Szlovéniában egy agrárkiállításon képviselték Magyarországot, és Lengyelországban, az opolei Filharmónia Házában is csengettyűzhettek a Magyar-Lengyel Barátság Napja alkalmából. 
Eddig 2 csengettyűs és 1 népzenei lemezük jelent meg. A Zengedezünk néked szép csillag CD karácsony bibliai történetét, Jézus születését mondja el verssel, prózával, énekkel és csengettyűkkel, a Csilingelő kincseink összeállítás több mint 30, csengettyűn előadott klasszikus és könnyedebb zenei produkciót tartalmaz, míg a Fáj a szívem egy fekete csikóért kiadványukban lovas témájú népdalokat gyűjtöttek csokorba, és egy helyi művész, Gábor Feri akvarelljeivel illusztrálva egy 52 oldalas kiadványban jelentették meg, melyhez CD-mellékletet is csatoltak. 
A CsengőFest mellett a Szironta valósítja meg a faluban az augusztus végi Madárijesztő Fesztivált és az advent első hétvégéjén megvalósuló koncertet. Emellett több, eseti rendezvénnyel is hozzájárul Besnyő kulturális sokszínűségéhez. 
- Besnyőiek Baráti Köre

Első alkalommal 2007-ben hívták össze azokat, akik már több éve nem élnek elköltöztek Besnyőről, és csak évente egyszer-kétszer látogatnak haza, akkor is inkább a temetőbe. Már az első kezdeményezés is sikeres volt. A résztvevők elhatározták, hogy egyesületté alakulnak, és a befolyt tagdíjakból és hozzájárulásokból származó bevételt a község javára fordítják. Ennek a gondolatnak a jegyében született, mint első közösen, a település lakóival, civil szervezeteivel, vállalkozásaival együttműködve megvalósított céljuk, a 2010-ben, a község 60. születésnapja alkalmából elkészült emlékhely. Évente rendezik meg az Elszármazottak találkozóját, melyen egyre több régi ismerős tűnik fel. 
Az egyesület elnöke Fónad Józsefné, titkára Nagyné Farcalasz Vasziliki
- Őszutó Nyugdíjas Klub

Az Őszutó Nyugdíjas Klub a szépkorúak számára biztosít hasznos és kellemes időtöltés. A klub rendszeres kapcsolatot tart a környező településeken, így Ercsiben, Iváncsán, Beloianniszban, Ráckeresztúron és Szabadegyházán működő társklubokkal, és kölcsönösen részt vesznek egymás programjain. Kirándulásokat, baráti találkozókat szerveznek és heti rendszerességgel találkoznak. A Nyugdíjasklub vezetője Sárosdi Józsefné.